# Distretto di Nurobod (Uzbekistan)
Il distretto di Nurobod è uno dei 14 distretti della Regione di Samarcanda, in Uzbekistan. Il capoluogo è Nurobod.